# Structure en psychopathologie
L'histoire de l'utilisation du terme structure en psychopathologie relève de plusieurs champs, la neurologie et les idées de Jackson, de la philosophie où elle est définie comme « un ensemble formé de caractères solidaires, tels que chacun d'eux tient ses caractères de sa relation avec les autres et du fait qu'ils appartiennent à l'ensemble. »
On retrouve encore l'utilisation du terme structure en linguistique (Troubetzkoï, Jakobson, etc.) et en psychologie avec Édouard Claparède (1916) et Paul Guillaume sans parler de l'usage bien connu de l'anthropologie de Claude Lévi-Strauss.
La gestalt en fait usage également.

## En médecine
En médecine, le mot est utilisé dès les XVIIIe siècle comme quasi synonyme d'« organisme ». Voici ce que dit Philippe Pinel : « Il restait à faire une application exacte de la méthode analytique au système général de la science médicale, à remonter aux maladies primitives (...) et à les distribuer suivant l'ordre de leurs affinités, prise du caractère particulier de leurs symptômes, ou de la structure organique des parties affectées. »
Plus tard, Jules Soury a utilisé le terme dans son ouvrage Le système nerveux central, structures et fonctions, histoire critique des théories et des doctrines, qui a été couronné en 1899 par l'Académie des Sciences et l'Académie de Médecine (d'[Où ?]. Il cite régulièrement les travaux de Sigmund Freud sur l'uni- ou bipolarité des cellules ou sa contribution à la nosologie de syringomyélie, des paralysies motrices, parus dans les Archives de Neurologie de 1893 (n°77).

## Psychologie
En psychologie, la structure psychique s’édifie (psychogénétique...) lors de processus ou stimuli biologique, socio-historique, psycho-affectifs et relationnels vécus par un individu ou un groupe.

### Psychologie sociale

#### Attitude
« Le premier modèle d'intérêt majeur visant à décrire la structure des attitudes a été élaboré en 1960 par Rosenberg et Hovland »

#### Représentation du Soi
« D'une représentation du soi en tant qu'objet, on est passé à une représentation du soi en tant que structure. Par exemple, les travaux de Markus (1977, 1986) suggèrent une organisation des informations relatives à soi sous forme de schéma, c'est-à-dire une structure cognitive résultant des expériences passées de l'individu. »

## Psychiatrie
En psychiatrie et en psychopathologie, le terme recouvre des sens différents selon l'approche : phénoménologique (Minkowski)...

### DSM
L'usage du terme a été radié des DSM à partir de leur troisième révision, ce qui fait que pour des psychopathologues qui s'inspirent de cette classification, de celle des CIM et du behaviorisme, ce terme n'a pas cours[réf. souhaitée].

## Psychanalyse

### Freud
Freud est parmi les premiers à décrire la structure de l'appareil psychique dans son livre sur les rêves. Il utilise le mot dans d'autres ouvrages mais l'une de ses utilisations les plus connues est celle de la métaphore du cristal : 

« Si nous jetons un cristal par terre, il se brise, mais pas n’importe comment, il se casse suivant ses directions de clivage en des morceaux dont la délimitation, bien qu’invisible, était cependant déterminée à l’avance par la structure du cristal. Des structures fêlées et fissurées de ce genre, c’est aussi ce que sont les malades mentaux. »

Citant la métaphore de Freud, J. Bergeret voit l'appareil psychique structuré selon les lignes de fragilités qui se brisent telles celles des lignes invisibles d'un cristal selon sa nature (structure) minéralogique et non en fonction de la nature du choc ; il y a une structure névrotique et une structure psychotique.

### Henri Ey
Voici la définition que donnait Henri Ey en 1973 :

« L'usage du terme « structure » consacre une réaction contre l'atomisme psychologique. La notion de structure implique celle d'un système de parties articulées dans une totalité et survivant à ses transformations. Totalité et constance désignent les attributs fondamentaux de la structure. (...) En psychologie, il y a lieu de distinguer deux types de structures :
- l'une dynamique et intentionnelle qui anime « l'Aktpsychologie » et la Gestaltpsychologie en ordonnant la totalité des éléments par rapport à son sens (structuralisme de l'école allemande, Dilthey et Brentano ;
- l'autre algorithmique ou formaliste qui fait apparaître les formes constantes prises dans leur propre objectivité, et (tout comme la sociologie considère les structures sociales comme transculturelles et transhistoriques) entraîne le « structuraliste » à les traiter comme une combinaison purement symbolique. »

### Jacques Lacan
Dans la période théorique décrite par le linguiste Jean-Claude Milner comme « le premier classicisme lacanien », à forte inspiration linguistique, le psychanalyste Jacques Lacan énonce sa théorie selon laquelle « l'inconscient est structuré comme un langage » et met en relation, quitte à s'en détacher plus tard, sa description de la structure en psychanalyse avec le courant structuraliste (notamment F. de Saussure, Jakobson et Lévi-Strauss).

### Jean Bergeret
Jean Bergeret part de la distinction entre « structure », « caractère » et « maladie » pour fonder son système psychopathologique. Il reproche à la psychiatrie d'avoir souvent confondu les niveaux et d'avoir ainsi favorisé des confusions dommageables notamment avec des termes comme « parapsychose », etc. Sa position est qu'il existe deux structures nettement distinctes : « la structure psychotique » et « la structure névrotique », et qu'entre deux vient se glisser le groupe des « états-limites » qui constitue une « astructuration » ou un aménagement. Il insiste encore sur le fait qu'au niveau clinique, un symptôme (névrotique, par exemple) ne signe pas une structure et qu'un diagnostic doit reposer notamment sur l'appréciation du type d'« angoisses », de « relations d'objet » et de « défenses » pour permettre de poser un diagnostic de structure (névrose, psychose) ou d'astructuration ("état limite"). À partir de ces distinctions, Bergeret pose la question du normal et du pathologique dans ces termes : « Toute structure, aussi bien névrotique que psychotique, peut évoluer dans une adaptation « normale » pendant des années, se désadapter à un moment quelconque et passer dans un registre pathologique sans pour cela changer de lignée structurelle puis, tout aussi bien, revenir ensuite soit spontanément, soit à la suite d'un traitement, à un état de bonne adaptation, donc de « normalité ». » Dans l'ouvrage Psychologie pathologique, Bergeret revient sur les définitions de la notion de structure en lien avec celles de « symptômes » et de normalité : « On parle trop souvent de symptôme « psychotique » en pensant au délire ou à l'hallucination ou de symptôme « névrotique » en pensant à la conversion hystérique, au rituel obsessionnel ou au comportement phobique. Il y a là un risque d'erreur de diagnostic : un épisode délirant peut se rencontrer en dehors de toute structure psychotique ; une phobie n'est pas toujours (et même assez rarement) d'étiologie névrotique, etc. Ensuite, et surtout, le symptôme présenté ne doit être considéré que pour sa valeur relative, relationnelle et économique, dans le jeu des défenses par exemple. » (p. 132).
À noter que l'approche structurale de Jean Bergeret est et a été très discutée parmi les psychopathologues et par des psychanalystes qui la considèrent trop rigide et « classificatrice ».